# قسم تشين الريفي (مقاطعة بوير احمد)
قسم تشین الريفي (بالفارسية: دهستان چین) هي منطقة ريفية تقع في إيران في ناحية لوداب. يقدر عدد سكانها بـ 4,879 نسمة .